# Erik Abramov
Erik Abramov (* 1. Juli 1999 in Potsdam) ist ein deutscher Judoka.

## Sportliche Karriere
Erik Abramov kämpft im Schwergewicht, der Gewichtsklasse über 100 Kilogramm. 2020 und 2022 war er Deutscher Meister in dieser Gewichtsklasse.
Bei den Junioreneuropameisterschaften 2018 erreichte er das Finale und unterlag dann dem Georgier Gela Saalischwili. Bei den Judo-Juniorenweltmeisterschaften 2018 erkämpfte Abramov eine Bronzemedaille. Ein Jahr später wurde Abramov bei den Junioreneuropameisterschaften erneut Zweiter hinter Saalischwili. Bei den Judo-Juniorenweltmeisterschaften 2019 holte er ebenfalls Silber, hier hinter dem Japaner Sosuke Matsumura.
Im Oktober 2023 wurde Abramov Zweiter beim Grand Slam in Abu Dhabi. 2024 bei den Europameisterschaften in Zagreb unterlag Abramov im Viertelfinale dem Russen Tamerlan Baschajew. In der Hoffnungsrunde besiegte Abramov seinen Landsmann Losseni Kone und unterlag dann im Kampf um Bronze dem Slowaken Márius Fízeľ. Einen Monat später verlor Abramov seinen Auftaktkampf bei den Weltmeisterschaften in Abu Dhabi. Bei den Olympischen Spielen in Paris gewann Abramov seinen ersten Kampf und verlor dann im Achtelfinale gegen den Tadschiken Temur Rahimow.
Abramov kämpft für den UJKC Potsdam.